# Joachim (voornaam)
Joachim is een voornaam die is afgeleid van het Hebreeuwse יְהֹויָקִים, Jəhōjāqîm, Jojakim, "JHWH richt op".

## Christelijke traditie
Volgens de christelijke traditie was Joachim de naam van de vader van Maria, de moeder van Jezus-Christus, zie Joachim (christendom).

## Afleidingen
De volgende voornamen zijn van Joachim afgeleid:
- Jochim
- Jochem
- Jochen
- Kim
- Jannus
- Chiem

Mogelijke afleidingen:
- Josquin
- Joaquín
- Joaquim

## Enkele naamdragers
- Joachim Fritsche
- Joachim Johansson
- Jochem Myjer
- Jochem van Gelder
- Jochen Carow
- Joachim Coens
- Joachim van Denemarken
- Joachim van België
- Joachim van Pruisen
- Joaquin Phoenix
- Joaquín Sánchez
- Joachim Peiper
- Joachim Löw

## Fictieve naamdrager
- Joachim Stiller